# Nikanor aus Alexandria
Nikanor aus Alexandria, Sohn des Hermeias, war ein bedeutender griechischer Grammatiker aus hadrianischer Zeit (erste Hälfte des 2. Jahrhunderts), der in Alexandria lebte.
Da der Schwerpunkt seiner Arbeit auf der Interpunktionslehre lag, wurde ihm der Beiname „der Punktierer“ gegeben. Dazu verfasste er zwei Spezialuntersuchungen (Über die Interpunktion bei Homer und die sich aus dieser ergebenden unterschiedlichen Deutungen; Über die Interpunktion bei Kallimachos). Das Werk zu Homer ist das am besten bekannte Werk des Nikanor, vom Werk über Kallimachos ist nichts überliefert worden. Teile zum Homer-Werk sind in den Homer-Scholien überliefert, zusätzlich gehörte es zum Viermännerkommentar. In seinem Werk Über die allgemeine Interpunktion stellt er seine Interpunktionslehre systematisch vor. Das Werk des Nikanor wird ausführlich in den Scholien zu Dionysios Thrax’ Ars grammatica referiert. Nikanor entwickelte aus den beiden Zeichen Komma und Punkt ein hochdifferenziertes System, das acht verschiedene Zeichen enthielt. Diese Zeichen sollten nicht nur das Textverständnis erleichtern, sondern auch Hinweise zum Vortrag geben.
Neben den Werken zur Interpunktion verfasste er auch andere Arbeiten (Inhalte der Komödiendichtung; Über die Form onax; Über das Schiffslager; alle dem Titel nach bekannt aus der Suda; Über Alexandreia, mindestens zwei Bände, bezeugt bei Stephanos von Byzanz). Möglicherweise ist er identisch mit Nikanor aus Kyrene.